# Џулија Робертс
Џулија Фиона Робертс (енгл. Julia Fiona Roberts; Смирна, 28. октобар 1967) америчка је глумица. Светску славу је стекла 1990. захваљујући главној улози у драми Згодна жена, а касније и улогама у романтичним комедијама. Најпознатије од њих су Венчање мог најбољег друга, Ја у љубав верујем и Одбегла млада. За улогу у драми Ерин Брокович добила је Златни глобус, награду БАФТА и Оскар за најбољу главну глумицу. Након овог филма њена каријера стагнира, да би 2010. године добила нови полет с комерцијално успешном романтичном драмом Једи, моли, воли.
Врхунац каријере Џулије Робертс је био током деведесетих година 20. века када је била најпопуларнија холивудска звезда на свету.

## Биографија
Џулија је рођена у Смирни, недалеко од Атланте као Џулија Фиона Робертс. Њен отац се звао Волтер Греди Робертс, а мајка Бети Лу. Њих двоје су се развели 1971. године, након чега се Бети удаје за Мајкла Моутса. Шест година касније, Волтер је умро од рака. Џулија има старијег брата Ерика, који је такође глумац. Као дете желела је да постане ветеринар, али након завршетка средње школе „Кембел“ и похађања „Универзитета Џорџија“, одлази у Њујорк да се бави глумом. Ишла је на часове глуме, а радила као модел.

## Каријера

### Почеци
Џулија Робертс је каријеру почела 1987. године, са неколико нискобуџетних филмова у којима је њен текст био састављен од свега неколико реченица. Први филмови у којима је имала запажене улоге били су „Задовољство“, са Лијамом Нисоном у главној улози и комедија „Мистична пица“, оба из 1988. године. Следеће године добила је улогу младе оболеле од шећерне болести у драми „Челичне магнолије“, и за њу била номинована за Оскар за најбољу споредну глумицу.

### 1990—1999:Згодна женаиОдбегла млада
Већ 1990. године Робертсова стиче светску славу улогом у романтичној драми „Згодна жена“, за коју добија Златни глобус за најбољу главну глумицу и другу номинацију за Оскар. Џулија се за ову улогу изборила у конкуренцији коју су чиниле Дерил Хана и Мег Рајан, која је тада била велика звезда љубавних драма. Тема филма је романса која се рађа између проститутке и бизнисмена, ког тумачи Ричард Гир. Овај филм је широм света зарадио више од 460.000.000 долара, што га ставља на четврто место на листи романтичних комедија са највећом зарадом, па се сматра финансијски најуспешнијим филмом у Џулијиној каријери.
Следеће године играла је медицинску сестру Хилари у драми „Умрети млад“, затим у биоскопском хиту „У кревету са непријатељем“ и Звончицу у Спилберговом „Куки“, након чега је престала са снимањем на неко време. Магазин „Пипл“ је поводом тога објавио текст „Шта се догодило са Џулијом Робертс?“, што је у јавности изазвало бројне контроверзе. Године 1993, добила је улогу Ени Рид у филму „Бесани у Сијетлу“, али је одбила у корист Мег Рајан. Исте године враћа се филму и снима трилер „Досије пеликан“, затим црну комедију „Висока мода“, романтичну комедију „Волим невоље“, и појављује се у другој сезони „Пријатеља“. Одбија улогу Луси Модерац у филму „Док си ти спавао“, која одлази Сандри Булок, а 1996, тумачи лик Кити у историјској драми „Мајкл Колинс“ и лик Изабел у филму „Маћеха“, поред Сузан Сарандон. Крајем деведесетих снима три комерцијално веома успешне романтичне комедије. То су „Венчање мог најбољег друга“ са Рупертом Еверетом која је зарадила 300.000.000 долара и „Ја у љубав верујем“ са Хју Грантом са зарадом већом од 360.000.000 долара. Последња комедија у низу је „Одбегла млада“, где Робертсова поново сарађује са Ричардом Гиром, због чега је многи сматрају наставком „Згодне жене“. Сва три филма налазе се на листи двадесет најуспешнијих романтичних комедија свих времена: „Ја у љубав верујем“ на двадесетом, „Венчање мог најбољег друга“ на четрнаестом, а „Одбегла млада“ на осмом месту. Џулија Робертс је тада постала најплаћенија холивудска глумица и то остала наредних неколико година, све док Анђелина Жоли није постала изузетно популарна захваљујући улози Ларе Крофт у филму „Пљачкаш гробова“, па заменила Робертсову на листи најплаћенијих.

### 2000—2009:Ерин Брокович
Робертсова је свој први Оскар за најбољу главну глумицу добила 2000. године за улогу у филму „Ерин Брокович“, базираном на истинитом догађају. Режисер ове драме био је Стивен Содерберг. Џулија је са њим касније сарађивала у још три филма: „Играј своју игру“, „До краја“ и „Поново у игри“. Године 2001. снимила је вестерн „Мексиканац“ са Бредом Питом у главној улози. Две године касније играла је главну улогу у филму „Осмех Мона Лизе“, и за њу наплатила 25.000.000, те је исте године проглашена за најплаћенију глумицу Холивуда. Године 2004, играла је у филму „Блискост“, а 2007, у драми „Рат Чарлија Вилсона“. Следеће године добила је споредну улогу у драми „Свици у башти“, поред Вилема Дафоа, а 2009, главну у акционој комедији „Дволичност“, и за њу била номинована за Златни глобус за најбољу главну глумицу. Робертсова је те године одбила улоге у филмовима „Веридба“ и „Мртав угао“, које је потом добила Сандра Булок. Заједно са филмом „Док си ти спавао“ који је одбила још 1995, то су три филма која су из Џулијиних „отишла у руке“ Булоковој, а за које је ова номинована за Златни глобус, док је за „Мртав угао“ чак добила и Оскар за најбољу главну глумицу.

### 2010—данас
У 2010-ој години добила је улогу у романтичној комедији „Дан заљубљених“ са ансамблском поделом улога. Поред ње у филму се појављују још и Бредли Купер, Ен Хатавеј, Ештон Кучер, Џесика Алба и многи други. Улогом у том филму је зарадила 14 милиона долара. Потом је била у улози Елизабет Гилберт у високобуџетној адаптацији њеног романа „Једи моли воли“. Лиз је разведена жена, средњих година, која одлучује да оде на дуго путовање по свету, надајући се да ће ту пронаћи равнотежу и схватити шта заиста жели од себе и других. Филм је снимљен у Сједињеним Државама, Италији, Индији и на Балију (Индонезија). Зарада филма после недељу дана приказивања износила је око 23 милиона долара, што је била највећа почетна зарада неког Џулијиног филма још од 2001. године и драме „Амерички драгани“. Данас је укупна зарада овог остварења 204.594.016 долара.
У јулу исте године изашао је филм „Лари Краун“ са Томом Хенксом, где је Џулија била у улози професорке. По завршетку снимања, Робертсова је једном магазину рекла да је имала толику трему од студената да је први пут када је изашла пред разред остала без гласа.

## Приватни живот
Приватни живот Џулије Робертс био је у жижи интересовања још од почетка њене каријере. Била је у вези са Лијамом Нисоном, Кифером Садерландом, Џејсоном Патриком, Метјуом Перијем, Бенџамином Бретом и многим другима. Са Садерландом је чак била верена, али је раскинула веридбу три дана пре венчања и отпутовала у Ирску са његовим пријатељем Џејсоном Патриком. Године 1993, венчала се са Лајлом Лаветом, а 1995. су се развели. Данас је у браку са камерманом Данијелом Модером. Упознали су се на снимању филма „Мексиканац“, а венчали 4. јуна 2002. године. Имају троје деце.
Робертсова је годинама радила за УНИЦЕФ. Током шест дана проведених у Порт о Пренсу 1995, скупила је 10.000.000 долара за побољшање квалитета живота деце и омладине широм света. Шест година касније била је наратор документарног филма „Неми анђели“ о Ретовом синдрому. Радила је на повећању свести људи о проблемима са којима се сукобљавају оболели од ове болести.
Џулија Робертс је по вероисповести хиндуиста.

## Филмографија
| Година | Назив                      | Улога                   | Награде |
| ------ | -------------------------- | ----------------------- | --- |
| 1987   |                            | Бабс ()                 | |
| 1988   |                            | Марија ()               | |
| 1988   | Задовољство                | Дерил ()                | |
| 1988   | Мистична пица              | Дејзи ()                | |
| 1989   | Челичне магнолије          | Шелби ()                | Златни глобус за најбољу споредну глумицу номинована - Оскар за најбољу споредну глумицу |
| 1992   | Танка линија смрти         | Рејчел ()               | |
| 1990   | Згодна жена                | Вивијан Вард ()         | Златни глобус за најбољу главну глумицу (комедија) номинована - Оскар за најбољу главну глумицу номинована - Награда BAFTA за најбољу глумицу у главној улози |
| 1991   | Кука                       | Звончица ()             | номинована - Златна малина за најгору споредну глумицу |
| 1991   | У кревету са непријатељем  | Сара/Лора ()            | номинована - „Сатурн“ за најбољу глумицу |
| 1991   | Умрети млад                | Хилари О'Нил ()         | |
| 1993   | Досије пеликан             | Дерби Шо ()             | |
| 1994   | Волим невоље               | Сабрина Петерсон ()     | |
| 1994   | Висока мода                | Ен Ејзенхауер ()        | |
| 1995   | Поверљиве приче            | Грејс Кинг ()           | |
| 1996   | Мери Рајли                 | Мери Рајли ()           | |
| 1996   | Мајкл Колинс               | Кити ()                 | |
| 1996   | Свако каже волим те        | Фон Сајдел ()           | |
| 1997   | Венчање мог најбољег друга | Џулијана Потер ()       | номинована - Златни глобус за најбољу главну глумицу (комедија) |
| 1997   | Теорија завере             | Алис Сатон ()           | |
| 1998   | Маћеха                     | Изабел Кели ()          | |
| 1999   | Ја у љубав верујем         | Ана Скот ()             | номинована - Златни глобус за најбољу главну глумицу (комедија) |
| 1999   | Одбегла млада              | Меги Карпентер ()       | |
| 2000   | Ерин Брокович              | Ерин Брокович ()        | Оскар за најбољу главну глумицу Златни глобус за најбољу главну глумицу (драма) Награда BAFTA за најбољу глумицу у главној улози Награда Удружења телевизијских филмских критичара за најбољу глумицу у главној улози Награда Удружења глумаца за најбољу главну глумицу                                                                    |
| 2001   | Мексиканац                 | Саманта ()              | |
| 2001   | Амерички драгани           | Кетлин Кики Харисон ()  | |
| 2002   | Велики шампион             | ()                      | |
| 2002   | До краја                   | Кетрин/Франческа ()     | |
| 2002   | Исповест опасног ума       | Патриша Вотсон ()       | |
| 2003   | Осмех Мона Лизе            | Кетрин Ен Вотсон ()     | |
| 2004   | Блискост                   | Ана ()                  | |
| 2004   | Поново у игри              | Тес ()                  | |
| 2006   | Шарлотина мрежа            | Шарлота ()              | |
| 2006   | Лукас у свету мрава        | Хова ()                 | |
| 2007   | Рат Чарлија Вилсона        | Џоен Херинг ()          | номинована - Златни глобус за најбољу споредну глумицу |
| 2008   | Свици у башти              | Лиза ()                 | |
| 2009   | Дволичност                 | Клер Стенвик ()         | номинована - Златни глобус за најбољу главну глумицу (комедија) |
| 2010   | Дан заљубљених             | Кејт ()                 | |
| 2010   | Једи моли воли             | Елизабет Гилберт ()     | |
| 2011   | Лери Краун                 | Мерцедес Тено ()        | |
| 2012   | Огледалце, огледалце       | Краљица Клементијана () | |
| 2013   | Август у округу Осејџ      | Барбара Вестон ()       | номинована — Оскар за најбољу споредну глумицу номинована — Златни глобус за најбољу споредну глумицу номинована — Награда Удружења глумаца за најбољу споредну глумицу номинована — Награда BAFTA за најбољу глумицу у споредној улози номинована — Награда Удружења телевизијских филмских критичара за најбољу глумицу у споредној улози |
| 2014   | Нормално срце (ТВ-филм)    | Ема Брукнер ()          | |
| 2016   | Игра новца                 | Пети Фан ()             | |
| 2022   | Карта за рај               | Џорџија ()              | |
| 2023   | Оставите свет иза себе     | Аманда Сандфорд ()      | |

## Познати глумци са којима је сарађивала
- Денис Хопер („Blood Red“)
- Мет Дејмон („Мистична пица“) и („Играј своју игру“)
- Лијам Нисон („Задовољство“) и („Мајкл Колинс“)
- Сали Филд („Челичне магнолије“)
- Дарил Хана („Челичне магнолије“)
- Ширли Маклејн („Челичне магнолије“) и („Дан заљубљених“)
- Кифер Садерланд („Танка линија смрти“)
- Ричард Гир („Згодна жена“) и („Одбегла млада“)
- Дастин Хофман („Кука“)
- Мeги Смит („Кука“)
- Елен Берстин („Умрети млад“)
- Дензел Вошингтон („Досије пеликан“)
- Марчело Мастројани („Висока мода“)
- Софија Лорен („Висока мода“)
- Денис Квејд („Тема за разговор“)
- Роберт Дувал („Тема за разговор“)
- Џина Роуландс („Тема за разговор“)
- Дру Баримор („Свако каже волим те“)
- Натали Портман („Свако каже волим те“) и („Блискост“)
- Голди Хон („Свако каже волим те“)
- Дру Баримор („Свако каже волим те“)
- Глен Клоус („Мери Рајли“)
- Џон Малкович („Мери Рајли“)
- Мел Гибсон („Теорија завере“)
- Камерон Дијаз („Венчање мог најбољег друга“)
- Сузан Сарандон („Маћеха“)
- Дру Баримор („Свако каже волим те“)
- Хју Грант („Ја у љубав верујем“)
- Дру Баримор („Свако каже волим те“)
- Арон Екхарт („Ерин Брокович“)
- Џорџ Клуни („Играј своју игру“), („Исповести опасног ума“) и („Поново у игри“)
- Бред Пит („Играј своју игру“), („Мексиканац“) и („Поново у игри“)
- Енди Гарсија („Играј своју игру“) и („Поново у игри“)
- Кетрин Зита-Џоунс („Амерички драгани“) и („Поново у игри“)
- Стенли Тучи („Амерички драгани“)
- Дејвид Дуковни („До краја“)
- Кирстен Данст („Осмех Мона Лизе“)
- Џуд Ло („Блискост“)
- Клајв Овен („Блискост“) и („Дволичност“)
- Опра Винфри („Шарлотина мрежа“)
- Кети Бејтс („Шарлотина мрежа“) и („Дан заљубљених“)
- Мерил Стрип („Лукас у свету мрава“)
- Николас Кејџ („Лукас у свету мрава“)
- Том Хенкс („Рат Чарлија Вилсона“)
- Емили Блант („Рат Чарлија Вилсона“)
- Вилем Дафо („Свици у башти“)
- Емили Вотсон („Свици у башти“)
- Бредли Купер („Дан заљубљених“)
- Џесика Алба („Дан заљубљених“)
- Џенифер Гарнер („Дан заљубљених“)
- Џесика Бил („Дан заљубљених“)
- Ен Хатавеј („Дан заљубљених“)
- Ештон Кучер („Дан заљубљених“)
- Хавијер Бардем („Једи моли воли“)
- Џејмс Франко („Једи моли воли“)